# Iona (Floryda)
Iona – jednostka osadnicza w Stanach Zjednoczonych, w stanie Floryda, w hrabstwie Lee.